# 2002년 아시안 게임 보디빌딩
2002년 아시안 게임 보디빌딩은 2002년 아시안 게임의 경기 종목이다. 보디빌딩은 이 대회에서 아시안 게임 정식 종목으로 처음 채택되었다.

## 경기장
| 도시 | 경기장              | 원어명 | 로마자 | 수용 인원 | 경기    | 주석 |
| ---- | ------------------- | ------ | ------ | --------- | ------- | ---- |
| 부산 | 부산시민회관 대극장 |        |        |           | 전 경기 |      |